# Hood River megye
Hood River megye az Amerikai Egyesült Államokban, azon belül Oregon államban található. Megyeszékhelye és legnagyobb városa Hood River. Lakosainak száma 23 977 fő (2020. április 1.).

## Szomszédos megyék
- Skamania megye (észak)
- Klickitat megye (északkelet)
- Wasco megye (délkelet)
- Clackamas megye (délnyugat)
- Multnomah megye (nyugat)

## Népesség
A megye népességének változása:
| Lakosok száma | 22 436 | 22 412 | 22 597 | 22 675 | 23 137 | 23 977 |
|               | 2010   | 2011   | 2012   | 2013   | 2015   | 2020   |